# Distribuzione degenere
In teoria della probabilità una distribuzione degenere è una distribuzione di probabilità concentrata in un unico valore {\displaystyle x_{0}}.
Una variabile aleatoria {\displaystyle X} con distribuzione degenere è una costante {\displaystyle X=x_{0}}.